# Merodontina obliquata
Merodontina obliquata är en tvåvingeart som beskrevs av Shi 1991. Merodontina obliquata ingår i släktet Merodontina och familjen rovflugor. Inga underarter finns listade i Catalogue of Life.